# 1958年全米選手権 (テニス)
1958年 全米選手権（1958ねんぜんべいせんしゅけん）に関する記事。

## 大会の流れ
- 1881年から1967年まで、全米選手権は各部門が個別の名称を持ち、大会会場も別々のテニスクラブで開かれた。これが他の3つのテニス4大大会と大きく異なる点である。
  - 男子シングルス　名称：全米シングルス選手権（U.S. National Singles Championship）／会場：ニューヨーク市クイーンズ区フォレストヒルズ、ウエストサイド・テニスクラブ　（1924年-1977年）
  - 女子シングルス　名称：全米女子シングルス選手権（U.S. Women's National Singles Championship）／会場：フォレストヒルズ、ウエストサイド・テニスクラブ　（1921年-1977年）
  - 男子ダブルス　名称：全米ダブルス選手権（U.S. National Doubles Championship）／会場：マサチューセッツ州ボストン市、ロングウッド・クリケット・クラブ　（1946年-1967年まで）
  - 女子ダブルス　名称：全米女子ダブルス選手権（U.S. Women's National Doubles Championship）／会場：ボストン、ロングウッド・クリケット・クラブ　（1946年-1967年まで）
  - 混合ダブルス　名称：全米混合ダブルス選手権（U.S. Mixed Doubles Championship）／会場：フォレストヒルズ、ウエストサイド・テニスクラブ　（1942年-1977年）
- 1967年までは、男子ダブルス・女子ダブルスの2部門がボストンの「ロングウッド・クリケット・クラブ」で開かれ、他の3部門（男女シングルス・混合ダブルス）はフォレストヒルズで行われた。

## シード選手

### 男子シングルス
1. マルコム・アンダーソン　（準優勝）
2. アシュレー・クーパー　（初優勝）
3. ハミルトン・リチャードソン　（4回戦）
4. ニール・フレーザー　（ベスト4）
5. バリー・マッケイ　（2回戦）
6. アレックス・オルメド　（ベスト8）
7. クルト・ニールセン　（1回戦）
8. ディック・サビット　（ベスト8）

### 女子シングルス
1. アリシア・ギブソン　（優勝、大会2連覇）
2. ドロシー・ヘッド・ノード　（ベスト8）
3. アン・ヘイドン　（3回戦）
4. マリア・ブエノ　（ベスト8）
5. ジャネット・ホップス　（1回戦）
6. サリー・ムーア　（ベスト8）
7. クリスティン・トルーマン　（ベスト8）
8. ベバリー・フライツ　（ベスト4）

## 大会経過

### 男子シングルス
準々決勝
- アシュレー・クーパー vs.  ビック・セイシャス　9-7, 6-2, 3-6, 6-2
- ニール・フレーザー vs.  アレックス・オルメド　3-6, 6-1, 8-6, 3-6, 6-3
- マルコム・アンダーソン vs.  ディック・サビット　18-16, 6-1, 3-6, 6-3
- ウルフ・シュミット vs.  ハーバート・フラム　7-5, 8-6, 8-6

準決勝
- アシュレー・クーパー vs.  ニール・フレーザー　8-6, 8-6, 6-1
- マルコム・アンダーソン vs.  ウルフ・シュミット　6-4, 7-5, 6-2

### 女子シングルス
準々決勝
- アリシア・ギブソン vs.  クリスティン・トルーマン　11-9, 6-1
- ベバリー・フライツ vs.  マリア・ブエノ　6-1, 6-2
- ジーン・アース vs.  ドロシー・ヘッド・ノード　6-3, 6-2
- ダーリーン・ハード vs.  サリー・ムーア　6-4, 6-3

準決勝
- アリシア・ギブソン vs.  ベバリー・フライツ　6-4, 6-2
- ダーリーン・ハード vs.  ジーン・アース　7-5, 6-2

## 決勝戦の結果
- 男子シングルス： アシュレー・クーパー vs.  マルコム・アンダーソン　6-2, 3-6, 4-6, 10-8, 8-6
- 女子シングルス： アリシア・ギブソン vs.  ダーリーン・ハード　3-6, 6-1, 6-2
- 男子ダブルス： アレックス・オルメド＆ ハミルトン・リチャードソン vs.  サム・ジアマルバ＆ バリー・マッケイ　3-6, 6-3, 6-4, 6-4
- 女子ダブルス： ジーン・アース＆ ダーリーン・ハード vs.  アリシア・ギブソン＆ マリア・ブエノ　2-6, 6-3, 6-4
- 混合ダブルス： ニール・フレーザー＆ マーガレット・オズボーン・デュポン vs.  アレックス・オルメド＆ マリア・ブエノ　6-3, 3-6, 9-7